# Grup (biologia)
Un grup, en la classificació taxonòmica de la biologia, és qualssevol dels nivells en els quals es divideix un ordre i que pot contenir un o més gèneres. Per exemple, Felidae (els felins) i Canidae (els canins), són dos grups (dues famílies) de l'ordre Carnivora. Més concretament es pot referir al darrer nivell de l'ordre immediatament per sota del nivell de sèrie.
En ecologia, en canvi, un grup es refereix als organismes de la mateixa espècie que viuen junts en una comunitat.